# قاضی ارداقی
ملا علی ارداقی، معروف به قاضی قزوینی و مشهور به «حاج آقا» (زاده ۱۲۶۱_درگذشته ۲ تیر ۱۲۸۷)، روحانی شیعه ایرانی، از پیشگامان آموزش نوین در ایران و از کشته‌شدگان جنبش مشروطه ایران بود.
او فرزند ملا محمدتقی بود و در روستای ارداق قزوین به دنیا آمد. پس از تحصیلات ابتدایی به جامه روحانیت درآمد و بعد از قضات معتبر عدلیه شد.
در سال ۱۲۸۳ شمسی چند نفر از تجددخواهان قزوین به سرپرستی «میرزا صالح خان باغمیشه‌ای تبریزی»، فرماندار قزوین، انجمنی به نام «انجمن معارف» تشکیل دادند و مدرسه‌ای با نام «امید» بر پا کردند. این مدرسه اولین مدرسه به شیوه نوین در قزوین بود. مدرسه در شرق کاخ عالی قاپو واقع بود و چهار کلاس داشت. قاضی ارداقی که خود از اعضای انجمن معارف بود به مدیریت مدرسه برگزیده شد.
او در جریان نخستین انتخابات قزوین برای مجلس شورای ملی نقش فعالی داشت و شب‌نامه‌های ژلاتینی انتشار می‌داد و در اجتماعات شرکت می‌کرد. پس از صدور فرمان مشروطه به تهران رفت. در جریان درگیری مشروطه‌خواهان با محمدعلی‌شاه، در کنار جهانگیرخان صور اسرافیل، سیدجمال واعظ و ملک‌المتکلمین قرار گرفت.

## چگونگی مرگ وی
در دوره استبداد صغیر وی به همراه عده زیادی از آزادیخواهان و وکلای مجلس برای دفاع از مشروطه و مجلس در ساختمان مجلس تجمع کرده بودند. پس از آنکه مجلس توسط محمدعلی شاه به توپ بسته شد، جمعی از آزادیخواهان دستگیر و در غل و زنجیر روانه باغ‌شاه شدند، وی در زمره دستگیرشدگان بود. قاضی صدای گرم و گیرایی داشت و شبی در حبس این شعر را می خواند:
| تاکه غیرتِ مردی، شد ز خلق ایرانی     |  | مُلک ملت ایران رفت رو به ویرانی       |
| اولین جهانگیران، خسروان ما بودند    |  | از کیانیان یکسر تا گروه ساسانی       |
| صیت سطوت ایران بود در جهان معروف    |  | خوانده‌ای اگر تاریخ، صدق قول من دانی  |
| حال بشنو احوالش باخبر شو از حالش    |  | بین چگونه افتاده روی در پریشانی      |
| والیان والاجاه، چاکران دولت خواه    |  | خلق مملکت رانند، جای مملکت رانی      |
| وا محمدا زین خلق، وا شریعتا زین قوم |  | کافران بما گویند، داد از این مسلمانی |

دو روز بعد از آن شب او را با استریکنین مسموم کردند و با تشنج و زجر در زنجیر درگذشت. وی پس از جهانگیرخان صوراسرافیل و ملک‌المتکلمین سومین فردی است که در ۲ تیر سال ۱۲۸۷ هجری شمسی در ماجرای باغ‌شاه و بدستور محمدعلی شاه بعد از شکنجه کشته شد.

## آرامگاه
بعد از فتح تهران و پیروزی قوای مشروطه و تشکیل مجلس عالی، طی مراسمی در روز دوم رجب ۱۳۲۷ قمری آرامگاه شهدا که محل دفن قاضی قزوینی، ملک المتکلمین و میرزا جهانگیر صور اسرافیل بود در ضلع جنوبی باغ‌شاه افتتاح و هزاران نفر با آوردن گل و برپایی خیمه و خرگاه یاد جانبازی آنان را گرامی داشتند.